# Anna Svenson (arkivarie)
Anna Svenson, född 1947, är en svensk arkivarie.

## Biografi
Anna Svenson var från 1984 verksam vid Malmö stadsarkiv som arkivarie och ställföreträdare för stadsarkivarien Birgit Bender, men överflyttade 1989 till Landsarkivet i Lund och har dessutom haft uppdrag för andra myndigheter och organisationer. Hon var 1996–1999 verksam hos Riksåklagaren och var 1999 chef för Nationernas Förbunds arkiv vid FN i Genève. Under åren 2000–2003 var hon periodvis verksam vid Rikspolisstyrelsen. År 2003 anställdes hos som arkivchef vid Open Society Archives vid Central European University i Budapest och blev 2005 stadsarkivarie och chef för Malmö stadsarkiv.
Anna Svenson har även forskat om svensk judisk historia samt dokumentation av immigranter och flyktingar. Hon har bland annat utgivit Nöden – en shtetl i Lund (1995), om judiska immigranter i ett kvarter i Lund.

### Familj
Amma Svenson är dotter till Claes Schaar och dotterdotter till Yngve och Brita Brilioth. Svenson är gift med författaren och översättaren Per Svenson.